# 耶律敵魯
耶律敌鲁（？—？），字撒不碗。辽国官员。祖先本是五院族人，刚安置宫分时，就隶属。

## 经历
耶律敌鲁精于医学，观察形色就知道病因。即使不诊候，有十全功。统和初年，为大丞相韩德让所推荐，官至节度使。早年，枢密使耶律斜轸妻有病久治不愈，换了几个医生不能治。敌鲁看了说“心有蓄热，非药石所及，当以意疗。因其聩，聒之使狂，用泄其毒则可。”（心有蓄热，不是药石治的了的，当用意疗。因她昏聩，用声音让她疯狂，泄毒就行了）於是命令在她面前大声击钲鼓。次日果真疯了，叫呼怒骂，力极而止，病好了。治法多此类，人不能理解。八十岁时去世。